# أنور سراج
أنور سراج هو لاعب كرة قدم إثيوبي في مركز الدفاع، ولد في 8 ديسمبر 1978 في إثيوبيا. شارك مع منتخب إثيوبيا لكرة القدم. أما مع النوادي، فقد لعب مع نادي الصقر ونادي الوحدة ونادي سانت جورج ونادي عمان.

## وصلات خارجية
- أنور سراج على موقع قاعدة بيانات كرة القدم.إي يو (الإنجليزية)
- أنور سراج على موقع ناشيونال فوتبول تيمز (الإنجليزية)